# Davisomycella ampla
Davisomycella ampla är en svampart som först beskrevs av Davis, och fick sitt nu gällande namn av Darker 1967. Davisomycella ampla ingår i släktet Davisomycella och familjen Rhytismataceae.   Inga underarter finns listade i Catalogue of Life.